# Johan De Mol
Johan De Mol (Lebbeke, 8 maart 1949) is een gewezen Belgisch politicus voor de VU en vervolgens de SP.

## Biografie
De Mol liep humaniora in Lebbeke en Merchtem en promoveerde in 1972 tot licentiaat in de staatswetenschappen en in 1975 tot licentiaat in de stedenbouw. Van 1975 tot 1980 was hij wetenschappelijk expert aan de Rijksuniversiteit Gent en van 1981 tot 1983 werkte hij als ambtenaar.
De Vlaamsgezinde De Mol werd in 1970 politiek actief voor de Volksunie en zette zich in voor de Volksunie Jongeren in het arrondissement Dendermonde. Voor de VU werd hij in 1976 verkozen tot gemeenteraadslid van Lebbeke. De Mol werd tot de linkervleugel in de Volksunie gerekend.
Bij de verkiezingen van 1981 stelde hij zich kandidaat om de VU-lijst voor de Kamer van volksvertegenwoordigers in het arrondissement Dendermonde te trekken, maar het was zijn tegenkandidaat Jul Van Boxelaer die de meeste stemmen behaalde bij de stemming in de arrondissementsraad. Dit leidde echter tot hevige ruzies en uiteindelijk legde het nationaal partijbestuur de regeling op dat De Mol als eerste opvolger op de lijst zou staan en Van Boxelaer na twee jaar zou opvolgen als parlementslid. In juni 1983 kwam hij in de Kamer terecht, waar hij bleef zetelen tot in oktober 1985. Als parlementslid hield hij zich bezig met tewerkstelling, openbare werken, verkeer en leefmilieu.
In 1985 werd De Mol niet herkozen als parlementslid. Vervolgens werd hij deeltijds medewerker van de VU-fractie in de Vlaamse Raad en politiek secretaris van parlementslid André De Beul. Omdat hij vond dat de partij op sociaaleconomisch vlak een te rechtse koers begon te varen, verliet De Mol in november 1987 de Volksunie. Bij de verkiezingen kort nadien stond hij als onafhankelijke op de tweede plaats van de SP-Kamerlijst in het arrondissement Dendermonde, maar werd hij opnieuw niet verkozen. Vervolgens werkte hij van 1988 tot 1991 bij de studiedienst van de partij.
Bij de verkiezingen van 1991 werd hij opnieuw verkozen in de Kamer, waar hij ditmaal bleef zetelen tot in 1995. In de periodes juni 1983 - oktober 1985 en januari 1992 - mei 1995 had hij als gevolg van het toen bestaande dubbelmandaat ook zitting in de Vlaamse Raad. Bij de verkiezingen van 1995 raakte hij niet herkozen, waarna hij opnieuw wetenschappelijk medewerker aan de Universiteit Gent werd. Ook was hij van 1991 tot 1996 lid van de raad van bestuur van vervoersmaatschappij De Lijn.
In 2000 verliet hij de SP om met zijn eigen 'open lijst' op te komen bij de lokale verkiezingen van dat jaar. Hij meende bij deze dat elke politieke werking hem door de Dendermondse SP-top onmogelijk werd gemaakt. Ook zijn oude partij Volksunie moest het in deze periode ontgelden. Zo verweet hij hen in opvallende dossiers de CVP te depanneren in het lokale beleid. Deze lijst kreeg de naam Agalef (niet te verwarren met Agalev) mee en behaalde één zetel, voor De Mol.
In december 2005 ontketende hij een storm in Lebbeke nadat hij had gesteld dat de kerkfabriek Onze-Lieve Vrouw Gasthof Bierboom de gemeente oplichtte door een pand in het centrum te verhuren voor een niet-marktconform bedrag aan de vzw Parochiale Werken die op haar beurt dit pand voor het vier- of vijfvoudige zou doorverhuren.
Bij de lokale verkiezingen van 2006 hield De Mol en zijn partij de gemeentepolitiek voor bekeken.